# Cryptolaemus montrouzieri
Cryptolaemus montrouzieri és un coleòpter de la família Coccinellidae.
És l'enemic natural del cotonet (Planoccocus citri) més eficaç i per això el més emprat. Aquest escarabat natiu d'Austràlia oriental s'empre per primera vegada a Califòrnia per a combatre aquest hemípter. Des de llavors ha sigut introduït en diverses àrees per tot el món com a mitjà per a controlar una àmplia gamma de caparretes.

## Etimologia
- Cryptolaemus: paraula composta per dos mots grecs: κρυπτός (kruptós, amagat) i λάρυγξ (laimos, gola).[2]

- montrouzieri: posat en honor del germà i missioner marista, Abbe Montrouzier, que va escriure una “Fauna d'insectes de l'illa Woodlark”.[3]

## Distribució
És una espècie originària d'Austràlia oriental, encara que la seua presència també ha sigut reportada a les Illes Fiji, Sri Lanka i el sud de la Xina. Va ser importat als Estats Units en 1891 per Albert Koebele, pioner en control biològic, per a controlar poblacions de caparretes. Es va introduir des de Sydney a Califòrnia en 1891 i posteriorment a Hawaii en 1893. Des d'ací, posteriorment, s'ha reintroduït en més de 40 països per al control de diverses espècies de coccoïdeus. Aquest coccinèl·lid ha sigut emprat amb èxit en el control de plagues com Maconellicoccus hirsutus (1908) al Carib, Planococcus citri (1913) a Califòrnia i Europa. Mostra un excel·lent control sobre totes les espècies del gènere Pseudococcus, excepte el cas de P. longispinus en el control del qual no es produeix el resultat esperat per ser aquesta espècie vivípara i mancar de masses d'ous, la qual cosa limita l'oviposició del depredador.

Actualment es considera present al sud d'Europa, el nord d'Àfrica, l'Àfrica tropical, i en la regió neàrtica i neotropical.

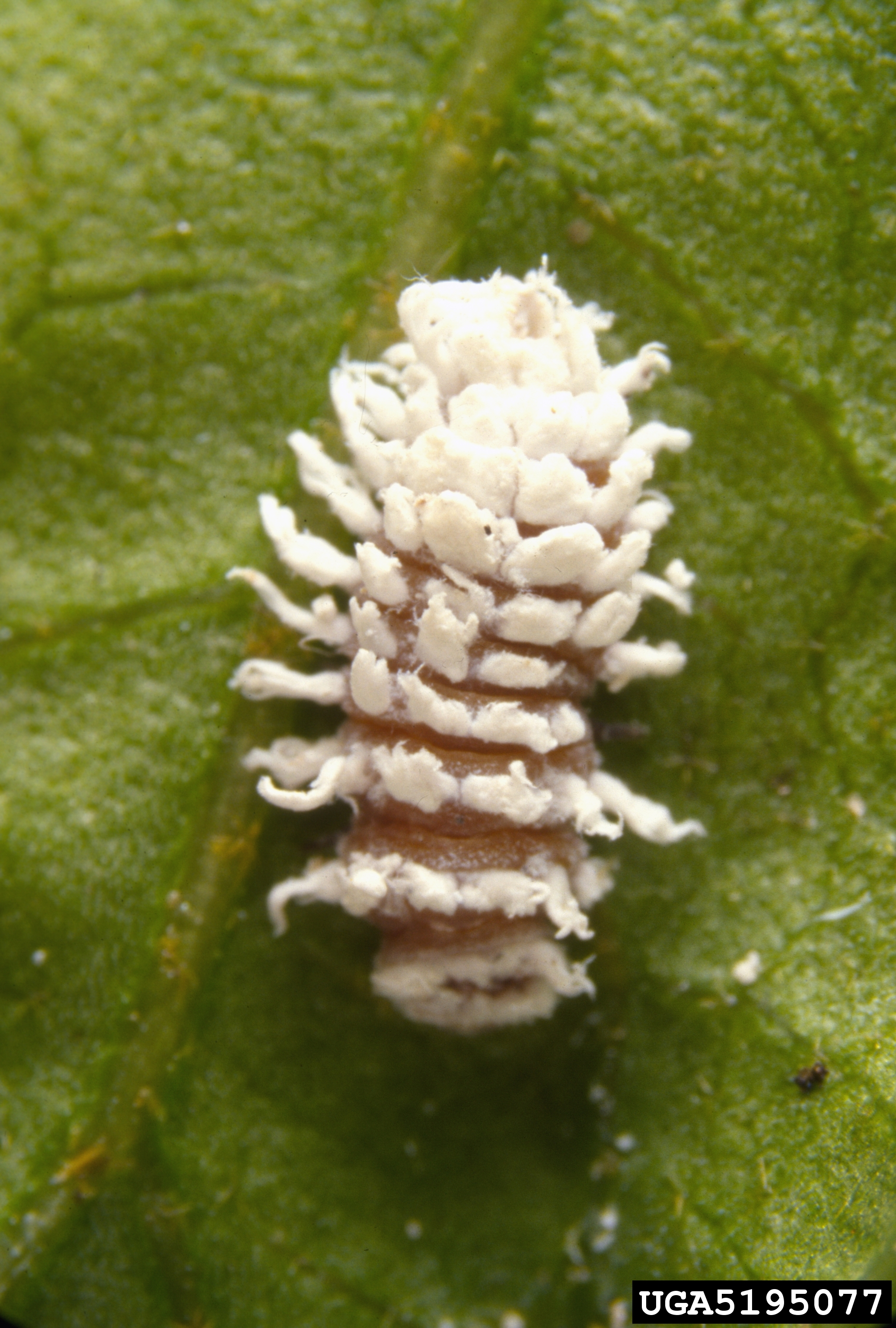
Larva

## Descripció
L'adult és un escarabat d'uns 4 mm de longitud i forma semihesfèrica, amb el cap groguenc, èlitres negre brillant, protòrax i la vora posterior dels èlitres de color taronja fosc. Té una forma similar a l'adult de la generalment la coneguda com a marieta. Mascles i femelles poden diferenciar-se per la curvatura de la part terminal de l'abdomen i per la coloració de la part terminal del primer parell de potes. La diferència radica en el fet que les potes del protòrax són de color marró clar-groguenc per als mascles i negres per a les femelles.
Els ous al principi són brillants i adquireixen un aspecte ceri en madurar. Són dipositats separadament en les bosses d'ous del cotonet. Les larves van augmentant la seua grandària conforme canvien d'un estadi al següent, assolint els 13-14 mm de llargària. El seu cos està cobert de projeccions cèries (especialment en les larves joves) de color blanc que les fan semblants a les seues preses, encara que aquestes projeccions siguen més llargues en el depredador.
La pupa de presenta un color groc brillant quan està nua. Generalment s'oculta per restes de filaments cotonosos de l'últim estadi larval, ja que la pupació té lloc dins de les llanositats que cobreixen la larva. Algunes d'aquestes llanositats es desprenen per a deixar descoberta la part posterior.

## Biologia
El cicle de vida d'aquest coccinèl·lid passa pels estats d'ou, quatre estadis larvals, pupa, i adult.
La duració del desenvolupament embrionari depén molt de la temperatura, així, com més alta és la temperatura, més curt és aquest. Aquest desenvolupament és de 8 a 9 dies a 21 °C i de 5 a 6 dies a 27 °C, mentre que el desenvolupament larval dura 32 dies a 24 °C i es completa en 25 dies a 30 °C. El cicle complet pot variar entre 4 i 7 setmanes.
La femella copula poc després d'emergir, i comença a pondre uns cinc dies després, sent aquests dipositats separadament en les bosses d'ous que el cotonet posseeix.
La longevitat de la femella és d'aproximadament de 50 dies, i és capaç de pondre uns 400 ous, a una temperatura de 25 °C. El nombre total d'ous depén molt de la dieta de la femella. La manca d'aliment redueix la població. Els mascles aconsegueixen la seua maduresa sexual als 5 dies. La proporció de sexes en les poblacions és aproximadament de 1:1.
Les condicions òptimes per al seu desenvolupament es donen a una temperatura de 22-25 °C i una humitat relativa del 70-80%. El comportament de recerca cessa a temperatures superiors als 33 °C, i estan relativament inactives per davall de 16 °C, i per davall de 9 °C no mostren activitat en absolut.
Tots els estadis són depredadors de caparretes. Els adults i les larves joves prefereixen els ous, mentre que les larves dels últims estadis no són tan selectives. Donada la seua capacitat de vol, els adults poden cobrir una extensa àrea en recerca de preses. Una vegada que capturen la presa, la devoren completament. A 21 °C una larva menja més de 250 larves de caparretes de segon o tercer estadi, durant el seu desenvolupament fins a l'estat d'adult. Les pupes es poden observar en llocs protegits, com a les tiges, el revers de les fulles o en materials de l'hivernacle.
Cryptolaemus montrouzieri és un depredador bastant polífag, i encara que prefereix les caparretes, ocasionalment s'alimenta d'insectes, com ara pugons i alguna mosca blanca. La seua màxima eficàcia es dona controlant grans poblacions de caparretes, a les nostres terres principalment de cotonet (Planococcus citri). Si no hi ha prou nombre de preses, volarà a la recerca d'altres, podent arribar al canibalisme.
És depredador de:
- Cotonet (Planococcus citri)
- Cotonet de la vinya (Planococcus ficus)
- Caparreta de les solanàcies (Phenacoccus solani)
- Cotonet de la buguenvíl·lia (Phenacoccus peruvianus)
- Caparreta del cotó (Dismicoccus alazon)
- Caparreta rosada de l'hibisc (Maconellicoccus hirsutus)
- Caparreta de la pinya (Dysmicoccus brevipes)
- Cotonet del mango (Rastrococcus iceryoides)
- Mosca blanca cotonosa (Aleurothrixus floccosus)
- Pseudococcus longispinus
- Dysmicoccus boninsis
- Oracella acuta

## Mesures agronòmiques
A causa de la seua poca capacitat de suportar baixes temperatures, s'han de realitzar soltes inoculatives estacionals. Per tal d'afavorir l'efecte sobre les poblacions de cotonet cal realitzar-les en sinergia amb el parasitoide Anagyrus pseudococci, realitzant soltes tots els anys ja que C. montrouzieri no suporta les condicions de l'hivern mediterrani.
Cal introduir aquest coleòpter quan apareixen els primers signes de presència del cotonet i als 20-25 dies l'himenòpter parasitoide (A. pseudococci). Per aplicar, s'obri el pot en la parcel·la i es passa per les plantes deixant eixir els adults. Aquests ixen amb gran facilitat, una vegada llevada la tapadora, ja que busquen immediatament la llum. Quant millor siga la distribució en la solta, major serà la dispersió dels depredadors en la parcel·la i més ràpidament es controlarà les poblacions de caparreta. La introducció s'ha de realitzar al final de la vesprada o a primera hora del matí. La dosi oscil·la entre els 1500 i els 3000 individus per hectàrea.
Després de l'alliberament els adults han de ser alliberats al més prompte possible, havent-se d'usar dins de les 24 hores posteriors a la recepció. Mantindre en un lloc fresc i ombreig, sense olor de pesticides, amb una temperatura entre 10 i 15 °C.

## Galeria

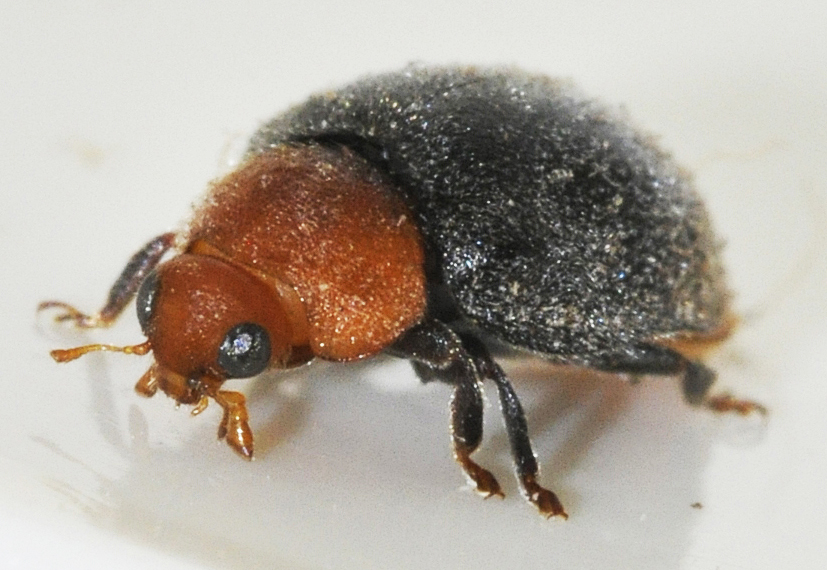
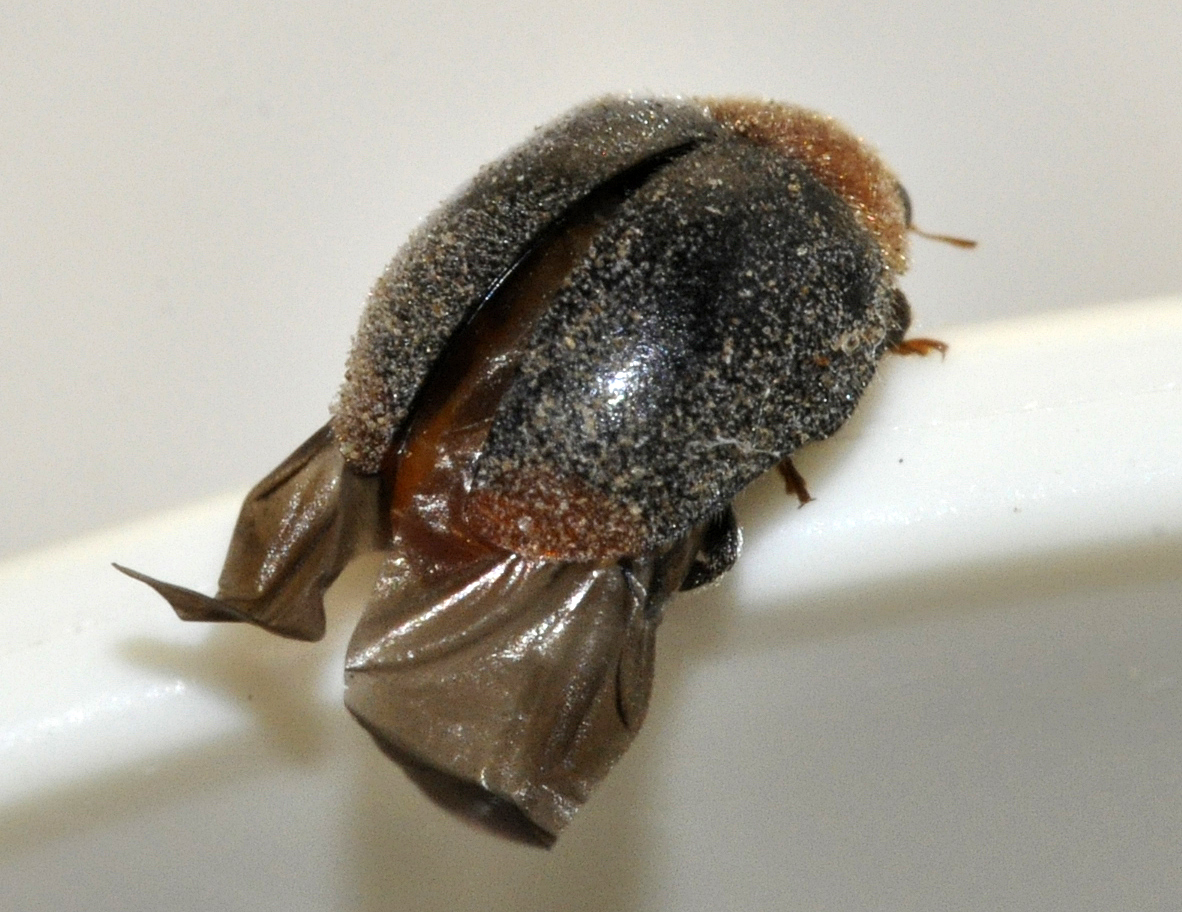
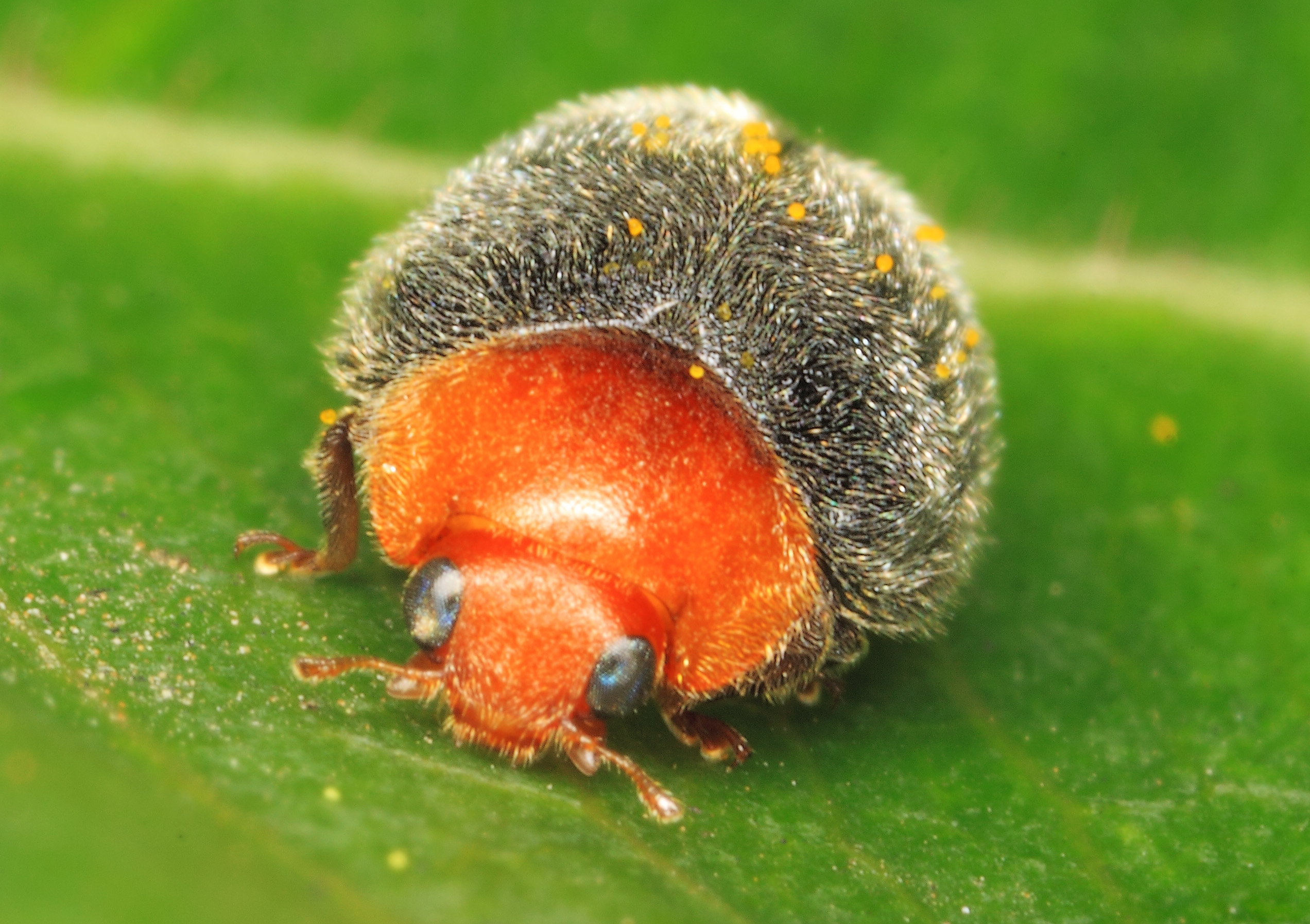
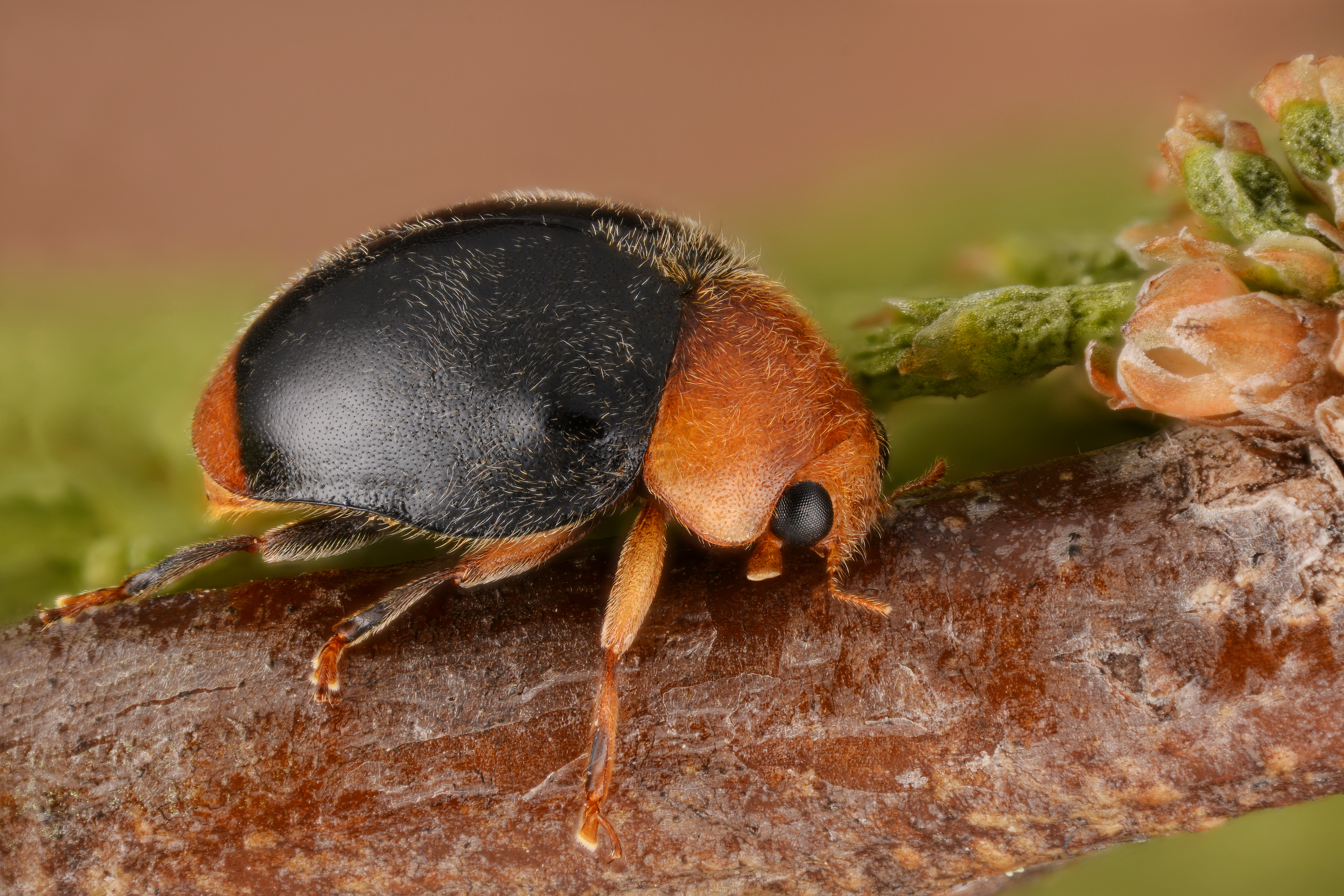
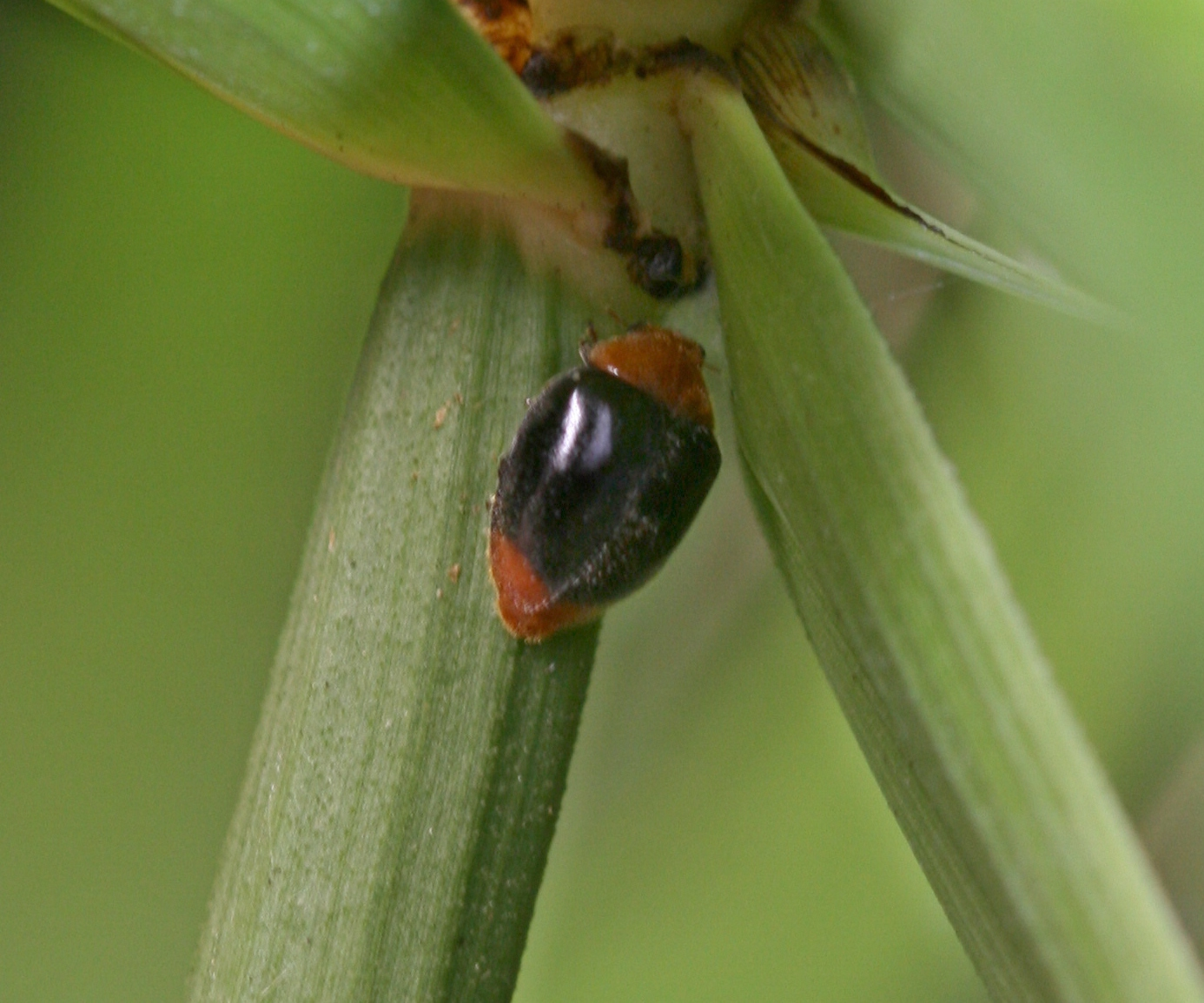
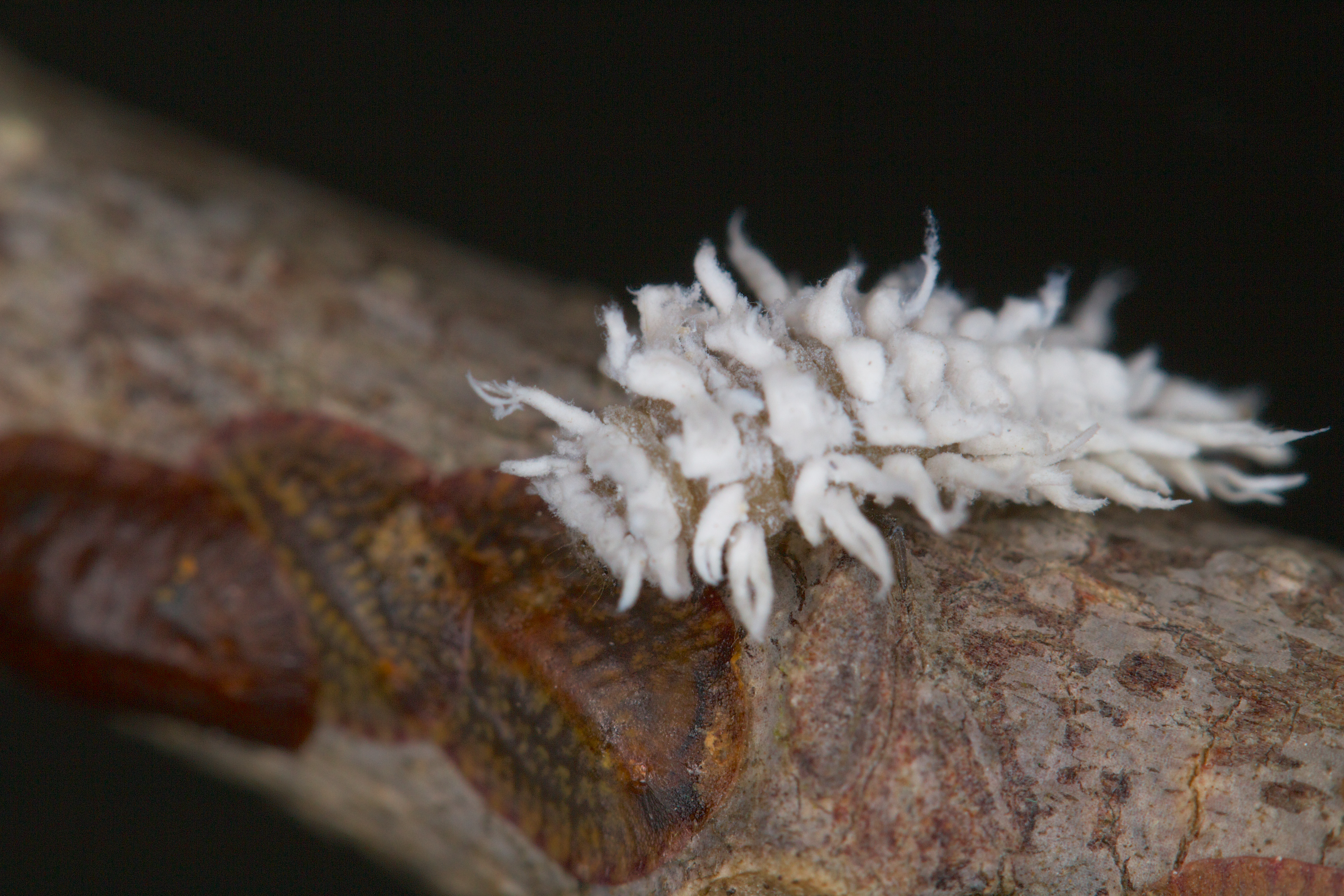
Larva alimentant-se de caparretes